# Schreibrohr
Das Schreibrohr oder die Rohrfeder, auch Kalamos (aus gr.: κάλαμος, pl. κάλαμοι Kalamoi; lat. calamus, pl. calami) oder Qalam (arabisch قلم, DMG qalam), ist ein aus Schilfrohr (Phragmites australis), eventuell auch aus Kalmus (Acorus calamus) hergestelltes Schreibgerät, das während der gesamten Antike benutzt wurde.
Die Antike kannte auch bereits Kalamoi aus Metall (Bronze). Zu den ältesten bekannten Exemplaren gehört ein Bronzekalamos, der zusammen mit einer Papyrusrolle in einem Grab des 5. Jahrhunderts v. Chr. in Attika (Griechenland) gefunden wurde. Der Gebrauch von Vogelfedern als Schreibgerät wird in der Antike nicht vor dem 6. Jahrhundert n. Chr. literarisch erwähnt.

## Handhabung
Das natürliche Rohr wird schräg angeschnitten, die Spitze gespalten. Geschrieben wird mit Tinte auf Papyrus oder Pergament. Wegen der schnellen Abnutzung muss das natürliche Rohr während des Schreibens oft nachgeschnitten werden. Mit der schräg angeschnittenen Rohrfeder können – durch das Variieren des Winkels der Hand und des Armes – unterschiedlich dicke und dünne Linien geschrieben werden.

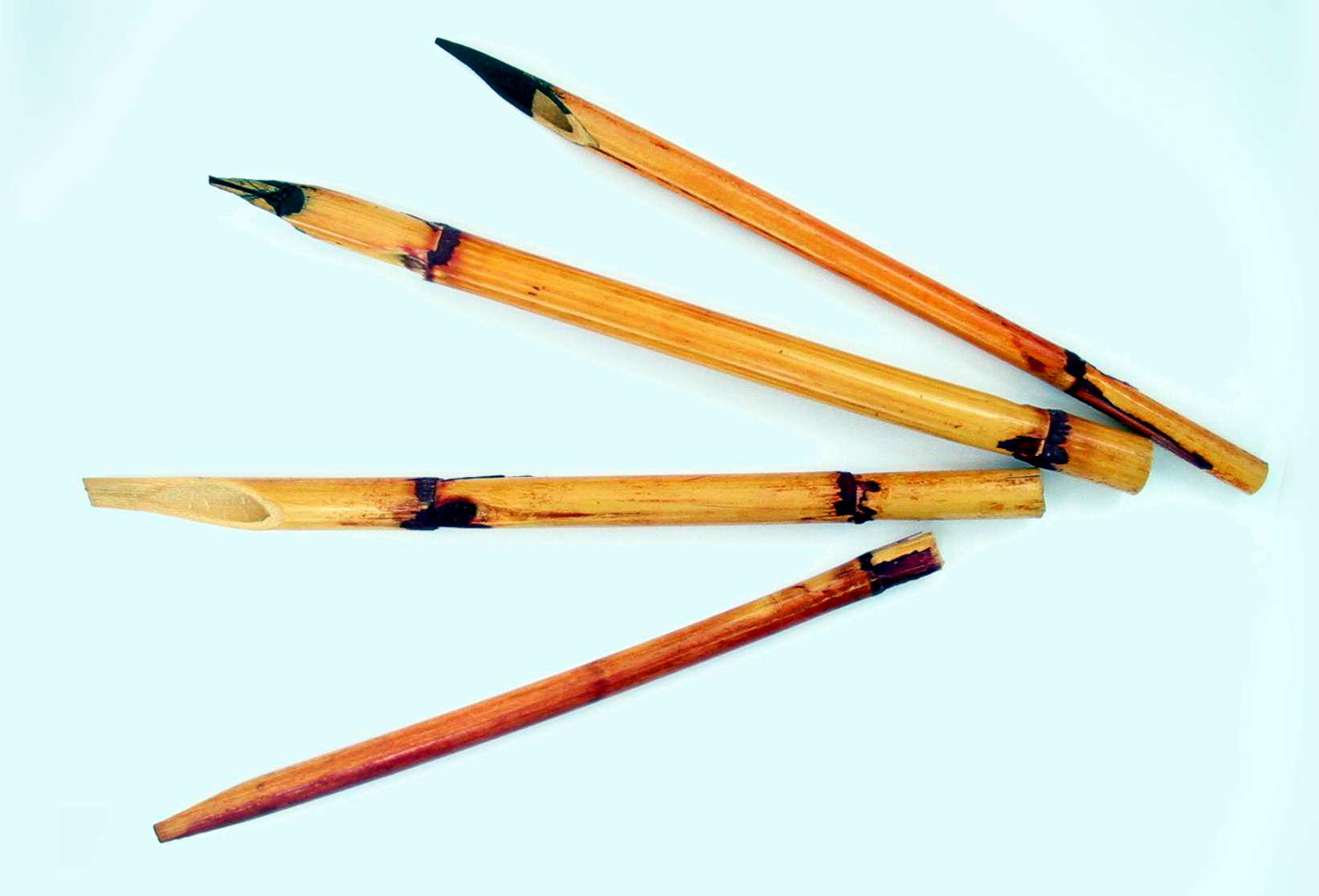
Schreibrohre (Qalam, unten neu, oben bereits im Gebrauch)
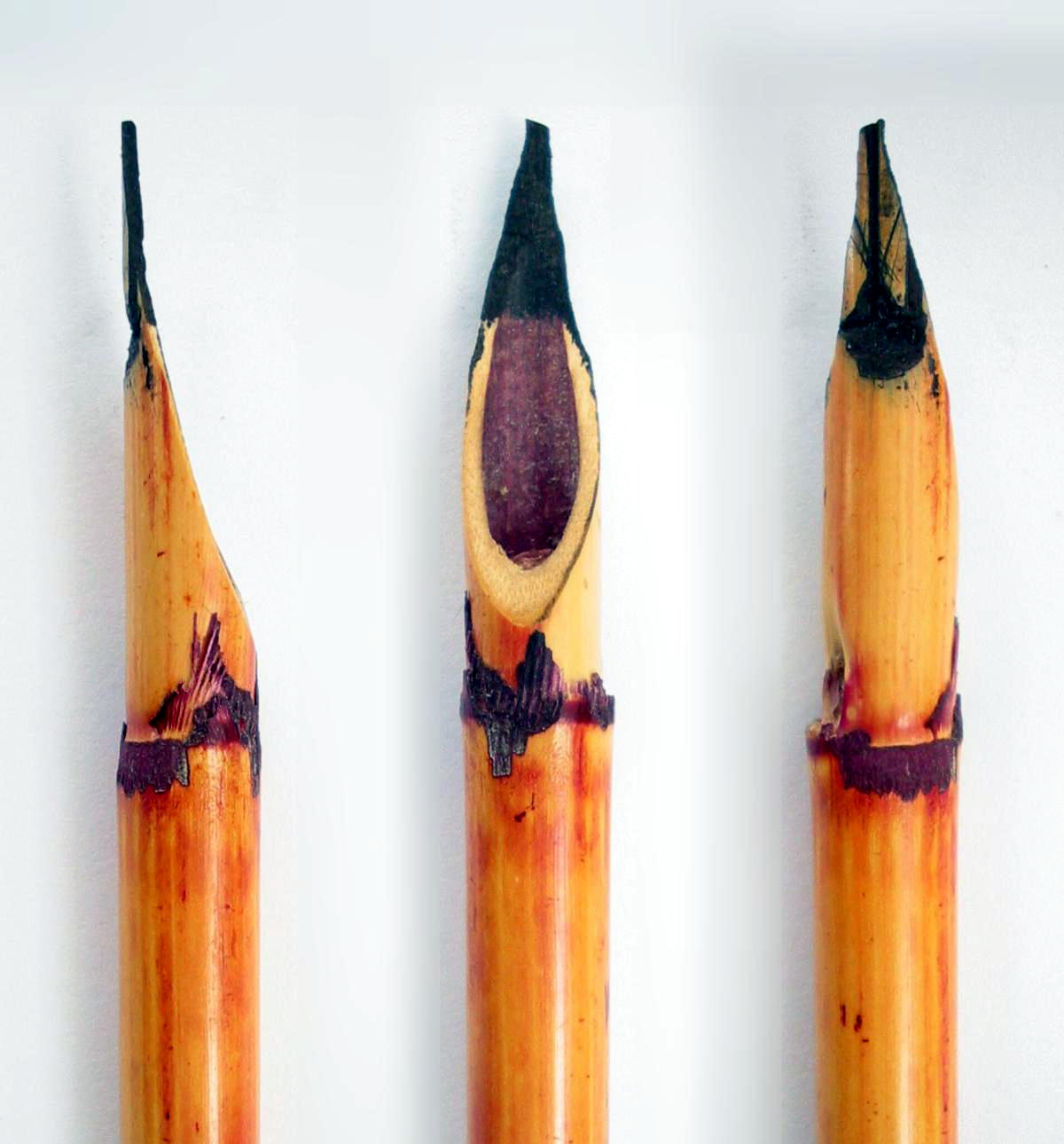
Schreibrohre (im Detail)
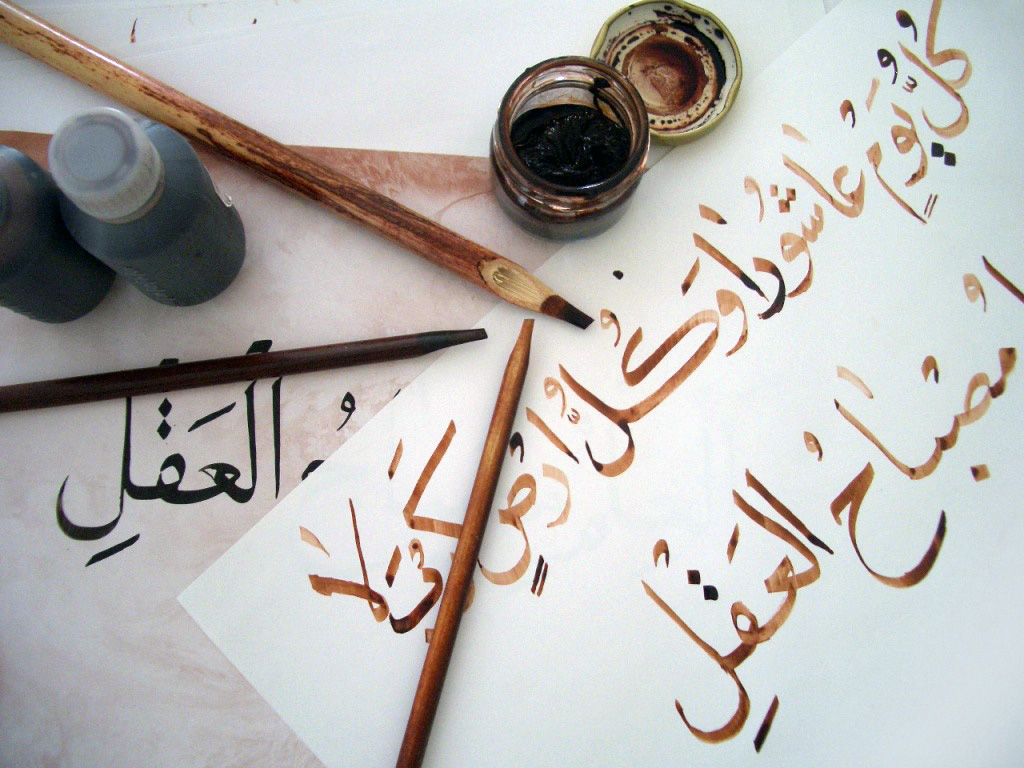
Schreibrohre im kalligrafischen Einsatz

## Bedeutung im Orient
Der Qalam gilt im Orient als edelstes der Schreibgeräte. Er blieb hier bis in die Neuzeit in Gebrauch. Er ist das wichtigste Schreibgerät der arabischen und der hebräischen Schrift und deren Kalligraphie.
Auch zum ornamentalen Beschriften von Stoffen bzw. Teppichen, insbesondere in der Volkskunst, kam der Qalam (in Persien beim Qalam-kar) zum Einsatz.

## Bedeutung in der islamischen Theologie
Auch in der islamischen Theologie spielt der Qalam eine wichtige Rolle. Im Koran wird er viermal erwähnt (Sure 3:44; 31:27; 68:1; 96:4), davon zweimal in frühmekkanischer Zeit. In Sure 96, die von den Muslimen für die früheste Sure schlechthin gehalten wird, heißt es:

„Trag vor! Denn Dein Herr ist's, Der hochgeehrte, Der mit dem Schreibrohr lehrte, den Menschen, was er nicht wusste, lehrte.“

Während die traditionellen muslimischen Exegeten hierin eine Anspielung auf die Schreibkunst als eine dem Menschen von Gott beigebrachte Kunstfertigkeit sehen, geht Angelika Neuwirth davon aus, dass hier an ein himmlisches Schreibrohr gedacht ist. Ein solches himmlisches Schreibrohr wird von den traditionellen muslimischen auch bei dem Anfangsvers von Sure 68, die als Ganzes als „Sure des Schreibrohrs“ (sūrat al-qalam) bezeichnet wird, angenommen:

„Nūn. Beim Schreibrohr und dem, was sie niederschreiben! Du (d.h. Mohammed) bist dank der Huld deines Herrn nicht besessen.“

Das Schreibrohr, von dem hier die Rede ist, soll schon vor allem anderen erschaffen worden und das, was damit niedergeschrieben wird, die göttliche Vorherbestimmung sein, auf Arabisch mit dem Begriff Qadar bezeichnet. Diese Interpretation stützte sich auf einen erklärenden Hadith, der auf verschiedenen Überlieferungswegen auf den Propheten zurückgeführt wurde. In der Version, die Dschaʿfar ibn Muhammad al-Firyābī (st. 913) in seinem Kitāb al-Qadar anführt, lautet er:

„Die erste Sache, die Gott - erhaben und mächtig ist er - erschuf, ist das Schreibrohr. Sodann erschuf er den Nūn, das ist das Tintenfass. Dann sprach er zu ihm (sc. dem Schreibrohr): 'Schreib!' Es fragte: 'Was soll ich schreiben?' Er antwortete: 'Das, was geschehen und sein wird, bis zum Tag der Auferstehung.' Das ist die Rede Gottes (sc. im Koran): 'Nūn. Beim Schreibrohr und dem, was sie niederschreiben!' Sodann versiegelte er den Mund des Schreibrohrs, so dass es nicht mehr sprechen konnte. Dann erschuf er den Verstand. Und er sprach (zu ihm): "Ich werde Dich vollkommen machen bei dem, den ich liebe. Und ich werde Dich unvollkommen machen bei dem, den ich hasse.“

Wie Josef van Ess gezeigt hat, wurden derartige Hadithe über das himmlische Schreibrohr im 8. Jahrhundert in der theologischen Auseinandersetzung mit den Qadariten von Anhängern prädestinianischer Auffassungen gezielt kolportiert.

## Belege
1. ↑  Peter Lamborn Wilson: Weaver of Tales. Persian Picture Rugs / Persische Bildteppiche. Geknüpfte Mythen. Callwey, München 1980, ISBN 3-7667-0532-6, S. 9–13, hier: S. 68 („Qalam-kar-Stoffe“), 85, 174 f. und öfter.
2. ↑  Rudi Paret: Der Koran. Kommentar und Konkordanz. 4. Auflage. Stuttgart 1989, S. 515.
3. ↑  Angelika Neuwirth: Frühmekkanische Suren. Poetische Prophetie. Berlin 2011, S. 270.
4. ↑  Ǧaʿfar ibn Muḥammad al-Firyābī: Kitāb al-Qadar. Ed. ʿAbd al-Munʿim Salīm. Dār Ibn Ḥazm, Beirut 2000, S. 29f.
5. ↑  Josef van Ess: Zwischen Ḥadīṯ und Theologie: Studien zum Entstehen prädestinatianischer Überlieferung. de Gruyter, Berlin u. a. 1975, S. 77–79.